# Institut Pertanian Bogor
Institut Pertanian Bogor  (in het buitenland bekend onder de naam Bogor Agricultural University) is een Indonesische staatuniversiteit in Bogor die gespecialiseerd is in landbouwwetenschappen.

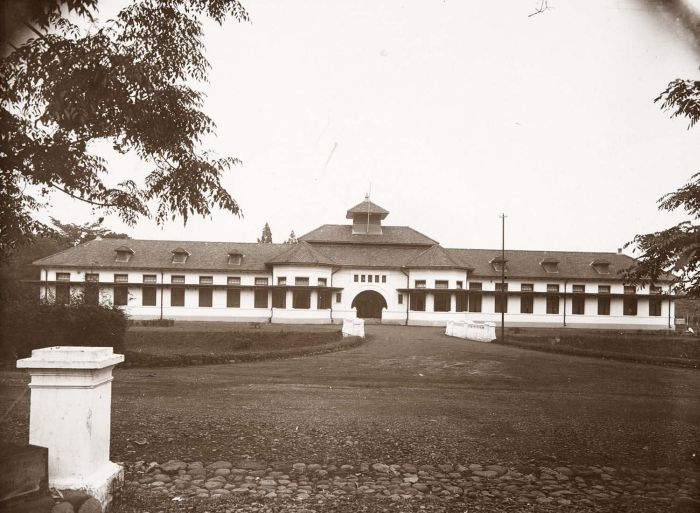
De Middelbare Landbouwschool Buitenzorg in de jaren '20 van de twintigste eeuw

De universiteit komt voort uit de in 1902 in Buitenzorg gestichte middelbare landbouwschool, waaraan later ook een opleiding voor diergeneeskunde werd verbonden, respectievelijk de Middelbare Landbouwschool, Middelbare Bosbouwschool en de Nederlandsch Indische Veeartsenschool.
Na de onafhankelijkheid van Indonesië werden de opleidingen een deel van de Universitas Indonesia. In 1963 werd de universiteit zelfstandig. Momenteel telt zij behalve de faculteiten voor landbouw, diergeneeskunde, visserij, veehouderij, bosbouw en landbouwtechniek ook faculteiten voor economie en management, wis-en natuurkunde en humane ecologie.